# 羅縉
羅縉（1463年—1515年），字薦卿，號素庵，浙江寧波府慈谿縣人，民籍，明朝政治人物。

## 生平
弘治十一年（1498年）戊午科浙江鄉試第五十八名舉人。弘治十五年（1502年）中式壬戌科會試第二百二名，三甲第四十名進士。授婺源縣知縣，正德二年（1507年）六月选授湖廣道试監察御史，九年正月任掌道御史，主京察，以言六事，出为廣東按察司副使，巡视海道，莅任未及三月，因病乞归，返乡时行至韶州芙蓉驿卒，时年五十三岁。

## 家族
曾祖羅禮達；祖父羅智能；父羅信佳，南京兵部主事，母劉氏。永感下。